# Northern Open
Het Northern Open is een open golftoernooi in Schotland. Het is het belangrijkste toernooi van de Tartan Tour. In 1992 en 1993 stond het ook op de agenda van de Europese Challenge Tour.
De eerste editie was in 1931 op de Royal Aberdeen Golf Club, het prijzengeld was toen $100 en is in 2012 opgeklommen tot $ 25.000. Clysdale Bank werd de hoofdsponsor in 1975. 
In 2010 verhuisde het toernooi naar Meldrum House. David Law was in 2011 de eerste amateur in ruim 40 jaar die het toernooi won. Twee maanden later werd hij professional.

## Winnaars
(onvolledig)
| Northern Open - 1948: John Panton - 1951: John Panton - 1952: John Panton - 1956: John Panton - 1959: John Panton - 1960: John Panton - 1962: John Panton - 1970: Sandy Pirie (Am) - 1973: David Huish - 1974: Willie Milne - 1975: Willie Milne Clydesdale Bank Northern Open - 1976: op Balgownie - 1978: Brian Barnes op Elgin - 1980: David Huish - 1981: Alistair Thomson - 1982: Tony Minshall - 1983: Derrick Cooper - 1984: David Huish op Murcar - 1988: David Huish | - 1991: Craig Cassells - 1992: Peter Smith - 1993: Kevin Stables - 1994: Kevin Stables - 1995: Joe Higgins - 1996: Scott Henderson - 1997: David Thomson - 1998: Lee James - 1999: Alastair Forsyth - 2000: Jim Payne - 2001: Graham Rankin - 2002: Fraser Mann - 2003: Gordon Law - 2004: Jason McCreadie - 2005: Chris Doak - 2006: Jason McCreadie - 2007: Murray Urquhart - 2008: Chris Doak - 2009: Craig Lee (281, -7) op Spey Valley Golf - 2010: Greig Hutcheon | Aberdeen Asset Management Northern Open - 2011: David Law (Am) (266, -14) - 2012: James Byrne (268, -12) - 2013: |